# Уесуґі Акісада
Уесуґі Акісада (*上杉顕定, 1454 — 25 липня 1510) — 22-й канто-канрей (головний радник канто-кубо й фактичний намісник сьогуна в регіоні Канто) у 1466—1510 роках.

## Життєпис
Походив з роду Яманоуті, гілки впливового самурайського клану Уесуґі. Був нащадком Уесуґі Фусамаси, сюґо провінції Етіґо, від його молодшого сина Кійомаса (брата 19-го канто-канрей Норідзане). Акісада був другим сином Уесуґі Фусасади, камі (губернатора) провінції Саґамі. Після церемонії гемпуку (поноліття) отримав ім'я Тацувака.
У 1466 році його було всиновлено канто-канреєм Уесуґі Фуса'акі, внаслідок чого Тацувака змінив ім'я на «Акісада». Того ж року після смерті останнього став новим канто-канрей. Втім на той час контролював лише північно-західну частину регіону Канто, а на півдні отаборився рід Оґіґаяцу-Уесуґі.
У 1471—1477 роках брав активну участь у військових походах проти коґа-кубо Асікаґа Сіґеудзі, який 1472 року вимушений був залишити більшу частину підвладних провінцій. Був учасником війн проти клану Юкі до кінця 1470-х років.
У 1475 році проти влади Уесуґі Акісада повстав його сюго-дай Наґао Каґехару (з гілки Наґао-Сірое), який захопив замок Хатіґата. На допомогу Акісада прийшли війська родичів Оґіґаяцу-Уесуґі., але війська Уесугі зазнали поразки у битві біля Іроко. На допомогу Каґехару згодом підійшли війська коґа-кубо. При цьому канто-кантрей Уесуґі Акісада втратив контроль над багатьма васалами і землями. Повстання Наґао Каґехару було придушено у 1480 році. Але сила Яманоуті-Уесуґі була підірвана, а Оґіґаяцу на чолі із Уесуґі Садамаса посилилися, внаслідок чого перестали визначати владу канто-канрей.
У 1482 року завдяки посередництва батька було укладено мир Уесуґі Акісада з коґа-кубо Асікаґа Сіґеудзі. Це зрештою призвело до укладання загального миру Сіґеудзі з хоріґое-кубо Асікаґа Масатомо. В часи миру в Канто усі основні політичні сили діяли разом. 1483 році війська канто-канрей Уесуґі Акісади, коґа-кубо Асікаґа Сіґеудзі, Оґіґаяцу-Уесуґі Садамаса, Міура Йосіацу, Тіба Йорітане виступили разом проти роду Сатомі, що порушив спокій у регіоні.
Поступово самостійна політика Оґіґаяцу призвело до конфлікту з Акісадою. У 1487 року Акісада спільно з коґа-куба виступив проти роду Оґіґаяцу-Уесуґі. У 1488 року останнім у битві при Санемакіхара було завдано поразки. У 1489 році рушив на допомогу сьогуну Асікаґа Йосіхіса, що планував приборкати Роккаку Такайорі, даймьо провінції Омі. Проте похід не завершився через смерть сьогуна. Тому невдовзі Акісада повернувся до Канто.
У 1491 році внаслідок заколоту було вбито хоріґое-кубо Асікаґа Масатомо, а владу над провінцією Ідзу захопив Ісе Соун. Останній уклав союз з ворожими для Яманоуті-Уесуґі родами. Боротьба з Соуном тривала протягом 1492—1494 років. У 1494 році завдано важкої поразки військам Оґіґаяцу, в якій Уесуґі Садамаса загинув.
У 1496 і 1497 роках вдирався на територію роду Оґіґаяцу-Уесуґі, завдавши військам останніх поразки, але спроба захопити їхню головну резиденцію — замок Каваґое — була невдалою. Водночас спробував відняти у даймьо Імаґава Удзітіка провінцію Суруґа. Для цього спільно з коґа-кубо Асікаґа Масаудзі у 1504 році рушив до Суруга, де у битві біля Татігавари зазнав поразки від коаліції військ Імагави Удзітіка, Уесуґі Томойосі (з роду Оґіґаяцу-Уесуґі), Ісе Соуна, втративши 2 тис. самураїв.
У 1507 році прийшов на допомогу даймьо Уесуґі Сададзане (своєму небожеві), який боровся в провінції Етіґо проти колишнього васала — Наґао Тамекаґе. У 1509 року на чолі двох армій (однією керував названий син Уесуґі Норіфуса). Спочатку дії були успішні, змусивши війська Нагао відступати скрізь. Але невдовзі їх союзник Уесуґі Саданорі зазнав поразки у битві при Ітібурі.
Наступ Акісада поновив у 1510 року. У вирішальній битві біля Наґаморіхара того ж року Уесуґі Акісада зазнав нищівної поразки від спільних військ Нагао Тамекаге і Ісе Соуна й загинув. В результаті в його володіннях почався хаос, оскільки спадкоємець Уесуґі Акідзане не зміг упоратися з ситуацією. Це дозволило Наґао Тамекаґе захопити значну частину володінь Яманоуті-Уесуґі.